# Distretto di Jindong
Il distretto di Jindong (金东区S) è un distretto della Cina, situato nella provincia dello Zhejiang.